# 斯氏沙百灵
斯氏沙百灵（学名：Eremalauda starki），是百灵科图氏沙百灵属的一种，是游猎迁徙的候鸟，分布于安哥拉、博茨瓦纳、纳米比亚和南非。全球活动范围约为1,030,000平方千米。该物种的保护状况被评为无危。
斯氏沙百灵的平均体重约为18.8克。栖息地为亚热带或热带的（低地）干草原。